# 27052 Katebush
27052 Katebush è un asteroide della fascia principale. Scoperto nel 1998, presenta un'orbita caratterizzata da un semiasse maggiore pari a 2,2409801 UA e da un'eccentricità di 0,0953629, inclinata di 4,86077° rispetto all'eclittica.